# 约翰短句
约翰短句（英语：Johannine Comma）是新约《约翰一书》第5章第7节里的一个短句。它出现在1522年至19世纪下半叶的大多数圣经译本中，因为它出现在公认文本中。
当伊拉斯谟开始编纂他的新约希腊语版本时，他最初并未包含这个短句，理由是在当时的希腊语抄本中无法找到。但当时的拉丁武加大译本有这一短句，所以天主教非常不满。为了平息天主教的愤怒，伊拉斯谟根据抄本61在他的第三版（1522年）中加入了该短句。据说是一位名叫弗罗伊(Froy)的牛津方济各会修道士伪造了这个抄本，提供给了伊拉斯谟。
短句内容（放在方括号里，且以粗体显示）如下：
6 这藉着水和血而来的，就是耶稣基督；不是单用水，乃是用水又用血，并且有灵见证基督是真理。7  [在天上作见证的有三，父、道和圣灵；这三乃为一。8 在地上] 作见证的有三，灵、水、血；这三乃为一。——武加大译本（直译）
6 这藉着水和血而来的，就是耶稣基督；不是单用水，乃是用水又用血，并且有灵作见证，因为灵就是真理。7  [在天上作见证的有三，父、道和圣灵；这三乃为一。8 在地上] 作见证的有三，灵、水、血；这三归于一。——公认文本（直译）
伊拉斯谟编辑的希腊语圣经成为了宗教改革时期欧洲多种语言的圣经译本的基础。钦定版圣经就包含了这个短句。

## 文本考证

### 内部证据
内部证据是指文本本身的内在逻辑，即希腊语文本的内在逻辑。需要注意，在古代，希腊语和拉丁语的字母体系都没有大小写之分，全部都是大写，小写是中世纪才出现的；而且与古代汉语一样，没有标点符号。以下是公认文本的约翰一书5:6-8的内容：
6 Οὗτός ἐστιν ὁ ἐλθὼν (来) δι' ὕδατος（水) καὶ αἵματος (血) Ἰησοῦς ὁ (耶稣) Χριστός (基督) οὐκ(不是) ἐν τῷ ὕδατι(水) μόνον(仅仅) ἀλλ'(而是) ἐν τῷ ὕδατι(水) καὶ τῷ αἵματι(血). καὶ τὸ πνεῦμά (灵) ἐστιν τὸ μαρτυροῦν (见证) ὅτι τὸ πνεῦμά (灵) ἐστιν ἡ ἀλήθεια（真理). 
7 ὅτι τρεῖς (三） εἰσιν οἱ μαρτυροῦντες （见证) εν τῷ οὐρανῷ (天上), ὁ πατήρ(父), ὁ λόγος（道), καὶ τὸ Ἅγιον (圣) Πνεῦμα (灵)· καὶ οὗτοι οἱ τρεῖς (三) ἕν (一) εἰσιν. 

8 καὶ τρεῖς (三) εἰσιν οἱ μαρτυροῦντες (见证) ἕν τῇ γῇ (地上), τὸ πνεῦμα (灵) καὶ τὸ ὕδωρ(水) καὶ τὸ αἷμα(血) καὶ οἱ τρεῖς (三) εἰς τὸ ἐν (一) εἰσὶν.——公认文本
第6节和第8节都提到了水、血、灵，而且第6节和第8节讲到 πνεῦμά (灵) 用词一致，那么比较合理的解释是第6节和第8节经文提到的“灵”是同指，指向同一位灵。第7节用词不同，特意在 Πνεῦμα (灵)前面加了一个词 Ἅγιον (圣），原文结构如下：6……灵……7……圣灵……8……灵……。这让人疑惑第6节和第8节提到的“灵”与第7节的“圣灵”似乎不同。然而，研究文本，人们很容易判断出第6节的“灵”是圣灵(the Spirit)，而不是灵(spirit)。那么第8节的“灵”该如何理解？是与第6节相同，指圣灵吗？还是有他指？约瑟夫·本森认为第8节的“灵”似乎是指：a) 使徒时期圣灵的影响力，以及圣灵的特别恩赐，b) 那些记载使徒事迹的受默示的作者们，包括古时对基督的预言，以及基督自己的预言 。约翰·吉尔认为第8节的“灵”是指：a）被称为“灵”的福音，b) 圣灵的恩赐，c) 圣灵 。由此可以看出，由于第7节约翰短句的插入，第8节的“灵”的身份变得模糊不清。这实际上阻断了第6节和第8节的联系。
19世纪著名的神学家和圣经注释者阿尔伯特·巴恩斯也从文本的内部证据指出该短句是后来添加的。他的辩论包括以下几个方面：

- 连贯性：该短句并没有推进约翰所说的内容，反而打断了他论点的脉络。使徒约翰谈到圣灵、水和血见证耶稣是弥赛亚。提到天上的三个见证者并不增强这一论点，这三个见证者前文没有提及，且与正在谈的没有任何联系。

- 语言风格：约翰在其他地方使用了“道”一词，但从未将“父”和“道”放在一起。通常，“子”与“父”相联，而“道”则与“神”相联。

- 内在逻辑：如果该争议的短句不存在，那约翰的论点是清晰和合适的。约翰提到有三个见证者证明耶稣是弥赛亚，5:6首先提及这三个见证者，然后紧接着5:8指出他们的见证是一致与和谐的。

19世纪路德宗神学家迈耶也表达了类似的观点：
在前文中，三个见证——圣灵、水、血被明确且合理地提及，并未提到另一组三个见证——父、道、圣灵。所以，三位一体的出现显得突兀且缺乏准备。此外，后续内容也与之相矛盾，令人难以理解5:9中所指的“神的见证”是指天上的三个见证，还是地上的三个见证。此外，约翰将“道”与“神”相联系，而不是与“父”相联系。

### 外部证据
外部证据指古代抄本和教父的见证。早期教父对于该短句一无所知；如果他们知道这段经文，他们肯定会在阿里乌主义争论的背景下提及它。亚历山大的克莱门特（大约公元150-215年）引用了约翰一书5章6节和8节，但是没有引用该短句：
约翰说，耶稣是藉着水和血而来的；并且作见证的有三：灵，乃是生命，水，乃是重生和信心，血，乃是知识。这三乃为一。拯救的美德都在救主里面，生命在他儿子里面。
公元210年左右，特土良在他的著作《反对普拉克西斯》中引用了约翰福音10：30来反对异端形态论(modalism)，但他没有引用该短句，显示他不知道该短句的存在。
公元3世纪的居普良（Cyprian，约200-258年）在《教会的合一》1.6中引用了约翰福音10：30和另一处经文：
主说：“我和父是一”；论到父、子、圣灵，经上说“这三乃为一”。
天主教百科全书总结道：“居普良……似乎无疑想到了约翰短句”。但是丹尼尔·华莱士（Daniel B. Wallace）提出了相反的看法，为何居普良引用约翰福音10:30就引用全文，可是引用约翰一书5:7-8却引用一部分？他写道，由于居普良没有引用“父、道和圣灵”，而只引用了“这三乃为一”，“这至少不能证明他知道这样的措辞”。事实上，居普良没有引用确切的措辞，说明他的版本没有约翰短句。他从此处的“这三乃为一”引申出三位一体的解释来。
奥古斯丁（354-430）在这个问题上完全保持沉默，这被视为证据，说明在他的时代，约翰一书的文本中并不存在这个短句。他的著作《Contra Maximinum》，特别是其中的寓意解释，受到了特别的关注：
使徒约翰在他的书信中写道，“作见证的有三：就是灵、水和血，这三乃为一”。你可能会疑惑，灵、水和血是不同的实质（substance），却说“这三乃为一”。因此，我提醒你，不要误解。这是神秘的表达，我们要考虑的不是实际的事物，而是它们作为符号所表示的是什么：因为它们是符号，它们的本质(essence)是一种，它们的意义又是另一种。如果我们理解了这些符号所表示的事物，我们确实会发现这些事物是同一种实质(substance)……但是，如果我们要探究这些符号所表示的事物，那么我们的思考中就合理地出现了三位一体，即唯一、真实、至高的神：父、子、圣灵；论到他们，最真实的话可以说，“作见证的有三，这三乃为一”：关于语境和意义的对话一直在进行中。 ——Contra Maximinum (2.22.3; PL 42.794-95)
约翰·斯科特·波特（John Scott Porter）写道：
奥古斯丁在他反对阿里乌主义的书中，动用了所有的论据，从圣经中证明圣灵是上帝，三位是同一实质，但他并没有引用约翰短句；这清楚表明他对此一无所知，因为他反复使用第8节，并说，通过灵、血和水——父、子、圣灵的位格得以体现。（参见《Contra Maximinum》第22章）。
五世纪时，罗马天主教教宗利奥写的一封信显示他不知道该短句。该信是写给君士坦丁堡大主教夫拉维亚的，以希腊文出版，在451年10月10日在迦克墩会议上宣读。利奥的信中引用了约翰一书：
使我们胜了世界的，就是我们的信心。胜过世界的是谁呢？不是那信耶稣是神儿子的吗？这藉着水和血而来的，就是耶稣基督；不是单用水，乃是用水又用血，并且有灵作见证，因为灵就是真理。作见证的原来有三：就是灵、水，与血，这三乃为一。也就是说，使人成圣的圣灵、救赎的血和洗礼的水，这三者乃为一，不可分割……。
支持者指出利奥的书信没有引用约翰短句是因为语境不需要，并不表明该短句不存在。但理查德·泼尔森认为利奥没有引用约翰短句是该短句不存在原文圣经里的最有力证据。而且，如果利奥故意不引用约翰短句，那他同时把词组在地上删掉就非常让人费解了。
希腊语：καὶ τρεῖς (三) εἰσὶν οἱ μαρτυροῦντες (见证) ἐν τῇ γῇ (在地上), τὸ πνεῦμα (灵), καὶ τὸ ὕδωρ (水), καὶ τὸ αἷμα （血)· καὶ οἱ τρεῖς (三) εἰς τὸ ἕν（一） εἰσιν. 
可以看出，在希腊语文本中，词组“在地上”(on earth) 处于句子的中间。如果利奥有意跳过第七节，那他引用第八节没有理由把“在地上”删掉。惟一合理的解释是第八节里没有“在地上”。如果第八节没有“在地上”，那利奥的圣经版本就与公认文本不一样，而与今天的圣经版本一致。
对约翰短句的最早引用是在拉丁文著作《Liber apologeticus》（第4章）中 ，由Priscillian（约公元340-385年）或他的继任者Instantius在4世纪后期撰写：
在地上作见证的有三：水、肉和血，这三乃为一；在天上作见证的有三：父、道和圣灵，这三位在耶稣基督里为一。
484年，在迦太基会议上，北非的天主教主教们在汪达尔国王面前，引用该短句表达了他们的信仰，对抗阿里乌主义。从6世纪开始，该短句逐渐被添加到拉丁文本中，从而成为武加大圣经的一部分。
武加大圣经的后期抄本含有该短句。但最早的两个抄本，富登西斯抄本（Codex Fuldensis）和阿米亚蒂努斯抄本（Codex Amiatinus），却没有该短句。阿米亚蒂努斯抄本（Codex Amiatinus）是世上现存最古老的拉丁文圣经抄本之一，也被视为武加大译本的最准确抄本。
很多武加大圣经的抄本，都包含了耶柔米对正典书信的序言（Prologue to the Canonical Epistles），其中提到了该短句。奇怪的是，富登西斯抄本（Codex Fuldensis）的序言提到了该短句，但抄本的约翰一书却没有它，这使得许多人相信序言的作者不是耶柔米，而是后人冒名伪造的。
10世纪之前的所有希腊语抄本，无论是亚历山大文本，或是拜占庭文本，或是西方文本，都未包含这个短句。10世纪到15世纪期间的几个希腊语抄本的边注提到了它，而在16世纪及以后，这个短句才开始出现在几个抄本的正文中。在古代和中世纪早期的所有圣经译本中，都没有该短句：包括古叙利亚语译本、科普特语译本、古亚美尼亚语译本、古埃塞俄比亚语译本、阿拉伯语译本以及古斯拉夫语译本。
阿尔伯特·巴恩斯推测说，这处有争议的短句最初可能是作为边注写在某个武加大圣经的抄本上，后来被抄写员加入正文中，再后来该短句被翻译成希腊文，并出现在16世纪的希腊语抄本中。

## 今天的圣经译本
当今大多数圣经译本，包括罗马天主教的译本，要么根本没有提到该短句，要么在脚注中提及是后来添加的。

## 参阅
- 圣经手抄本
- 钦定版圣经
- 武加大译本
- 唯钦定本主义
- 公认文本